# 151 Abundantia
151 Abundantia je kameni asteroid glavnog pojasa.
Asteroid je 1. studenog 1875. iz Pule otkrio Johann Palisa i nazvao ga po Abundantiji,  rimskoj božici sreće. Ime Abundantia (eng. abundant = obilat, kojeg ima u izobilju) je odabrano i da bi se proslavilo otkriće sve većeg broj asteroida u 1870-im godinama.
… | 150 Nuwa | 151 Abundantia | 152 Atala | …